# Mistrzostwa Polski w Narciarstwie Alpejskim 2008
Mistrzostwa Polski w Narciarstwie Alpejskim 2008, właśc. Międzynarodowe Mistrzostwa Polski w Narciarstwie Alpejskim 2008 – 76. edycja mistrzostw, która odbyła się w międzynarodowej obsadzie w Zakopanem w dniach 9–10 lutego 2008 roku.
Zawody pierwotnie miały się odbyć 31 stycznia 2008 roku w Szczyrku.

## Medaliści

### Mężczyźni
| Konkurencja   | Złoto                          | Wynik   | Srebro                             | Wynik   | Brąz                        | Wynik   |
| ------------- | ------------------------------ | ------- | ---------------------------------- | ------- | --------------------------- | ------- |
| Slalom gigant | Maciej Bydliński Sokół Szczyrk | 1:30,53 | Jakub Ilewicz AZS-AWF Katowice     | 1:31,19 | Maciej Kominko AZS Zakopane | 1:31,84 |
| Slalom        | Maciej Bydliński Sokół Szczyrk | 1:32,17 | Krzysztof Mazurek AZS-AWF Katowice | 1:32,21 | Maciej Kominko AZS Zakopane | 1:32,79 |

### Kobiety
| Konkurencja   | Złoto                                      | Wynik   | Srebro                                    | Wynik   | Brąz                                       | Wynik   |
| ------------- | ------------------------------------------ | ------- | ----------------------------------------- | ------- | ------------------------------------------ | ------- |
| Slalom gigant | Agnieszka Gąsienica-Daniel SN PTT Zakopane | 1:36,49 | Katarzyna Karasińska Eskulap Jelenia Góra | 1:38,53 | Aleksandra Kluś SN PTT Zakopane            | 1:38,61 |
| Slalom        | Katarzyna Karasińska Eskulap Jelenia Góra  | 1:39,66 | Aleksandra Kluś SN PTT Zakopane           | 1:40,03 | Agnieszka Gąsienica-Daniel SN PTT Zakopane | 1:40,22 |